# Schronisko na Golicy
Schronisko na Golicy (słoweń. Koča na Golici, 1582 m) – schronisko turystyczne, które leży na mniejszym wypłaszczeniu południowego zbocza Golicy pod jej wschodnim szczytem – Krawką, o wysokości 1784 m n.p.m. Pierwotnie na tym miejscu znajdowało się tzw. Schronisko Niemieckie, które w 1892 wybudowało Niemiecko-Austriackie Towarzystwo Górskie (niem. Deutscher und Österreichischer Alpenverein, DÖAV), podczas gdy kranjskogorska filia Słoweńskiego Towarzystwa Górskiego (Slovensko planinsko društvo, SPD) w latach 1904/05 wybudowała na szczycie Golicy wybudowała swoje i nazwała je imieniem nestora słoweńskich turystów górskich, Franca Kadilnika. Oba schroniska zostały podczas drugiej wojny światowej podpalone. Na fundamentach niemieckiego Dolnego Schroniska zostało w latach 1982-1985 wybudowane nowe schronisko, otwarte na 60. rocznicę Towarzystwa Górskiego Jesenice, które nim dzisiaj zarządza.

## Opis
Schronisko leży na widokowym południowym zboczu Golicy, tuż nad granica lasu. W tym miejscu w 1892 DÖAV wybudowało schronisko, które przed I wojną światową nazwano Schroniskiem Niemieckim. Bardzo to bolało słoweńskich alpinistów, dlatego filia SPD w Kranjskiej Gorze zdecydowała po swoim powstaniu w 1903, że wybuduje na szczycie Golicy słoweńskie schronisko. Wybudowano je w 1904, uroczyście zaś otwarto 18 czerwca 1905; nazwano je imieniem Franca Kadilnika (1825-1908), nestora słoweńskich alpinistów, który na budowę schroniska przeznaczył 7000 koron. Między obydwiema wojnami obydwoma schroniskami (niemieckie przemianowano na „dolne”) zarządzała jesenicka filia SPD. 13 czerwca 1943 partyzanci [[podpalenie}podpalili]] obydwa schroniska, by nie służyły Niemcom za schronienie. W 1979 na zjeździe PD Jesenice przyjęto wniosek o budowie na fundamentach dawnego Dolnego Schroniska nowego obiektu górskiego; rozpoczęto przygotowania, a w 1982 także budowę, którą dokończono w 1984. Uroczyste otwarcie nowego schronisko nastąpiło 3 czerwca 1984 na 60-lecie PD Jesenice.
Schronisko jest otwarte od początku maja do połowy października. W przestrzeni dla gości jest 50 miejsc, bar, na lawach przed schroniskiem jest 80 miejsc; w 5 pokojach jest 26 łóżek, w zbiorowej noclegowni zaś 15 miejsc leżących; WC, umywalnia z zimną wodą; przestrzeń dla gości ogrzewa piec; woda bieżąca, system fotowoltaiczny z programu Phare i agregat prądotwórczy, towarowa kolejka linowa.

## Dostęp
- 1h30h: z Planiny pod Golicą (950 m),
- 3h30: z Planiny pod Golicą, koło Markeljnovej planiny i przełęczy Suhe.